# Electrolux addisoni
Electrolux addisoni (лат.) — единственный вид скатов рода Electrolux подсемейства нарковых семейства нарциновых. Это хрящевая рыба, ведущая донный образ жизни, с крупными, уплощёнными грудными и брюшными плавниками в форме диска, выраженным хвостом и двумя спинными плавниками. Она способна генерировать электрический ток. Обитает в субтропических водах западной части Индийского океана на глубине до 50 м. Максимальная зарегистрированная длина 52 см.
В 2008 году вид был включён в Top 10 New Species («Десять самых замечательных видов») — ежегодно составляемый Международным институтом по исследованию видов список наиболее примечательных биологических видов, описанных в предыдущем году.

## Таксономия
Впервые вид был научно описан в 2007 году. До этого было известно всего 4 рода, относящихся к подсемейству нарковых, поэтому обнаружение нового монотипического рода довольно крупных, апосематических, эндемичных скатов, населяющих прибрежные воды и ведущих дневной образ жизни, стало большим сюрпризом для учёных. Название рода происходит от слов «электро» и лат. lux — «свет» и связано со способностью испускать электрический разряд, а также с тем, что его открытие пролило свет на разнообразный и плохо изученный подводный мир западной части Индийского океана. Видовое название дано в честь Марка Аддисона, директора компании «Blue Wilderness dive charters», Вайденхем, Квазулу-Наталь, организующей чартерные погружения с акулами, который поймал особь, назначенную голотипом нового вида. Голотип представляет собой взрослого самца длиной 51,5 см, ширина диска 30,5 см, пойманного к югу от КваЗулу-Наталь (30°51′24″ ю. ш. 30°23′06″ в. д.). Паратип — взрослый самец длиной 50,2 см, ширина диска 29,1 см, пойманный там же.

## Ареал
Electrolux addisoni обитают в западной части Индийского океана, они являются эндемиками тёплых умеренных субтропических вод Южной Африки и встречаются в 4 локациях вдоль линии побережья длиной около 300 км: от Коффи Бэй, Восточно-Капская провинция, до Дурбана, Квазулу-Наталь, на глубине не более 50 м. Эти скаты держатся на узком континентальном шельфе ниже приливно-отливной зоны у каменистых рифов.

## Описание
Грудные плавники образуют овальный диск. Кожа лишена чешуи. Рыло широко закруглённое. Имеются два спинных плавника и хвост, оканчивающийся хвостовым плавником. Хрящевой каркас редуцирован и представляет собой тонкий медиальный стержень. Этой чертой они отличаются от скатов семейства Narcinidae, у которых удлинённое рыло поддерживают широкие ростральные хрящи. Рот прямой, очень узкий, в углах рта имеются складки, а по периферии пролегает небольшая борозда. Ноздри расположены непосредственно перед ртом и соединены с ним широкой канавкой. Они окружены длинными кожными складками, которые соединяются, образуя центральный лоскут, частично покрывающий рот.
Позади глаз имеются крупные брызгальца. У основания грудных плавников перед глазами сквозь кожу проглядывают электрические парные органы в форме почек, которые тянутся вдоль тела до конца диска.
Этих скатов легко отличить по характерной окраске дорсальной поверхности тела: по тёмно-коричневому фону разбросаны мелкие бледно-жёлтые пятна и серии концентрических чёрных полосок. Максимальная зарегистрированная длина 51,5 см, а масса 1,8 кг. Это самый крупный вид в семействе нарковых. Самки до настоящего времени не попадались.

## Биология
Electrolux addisoni являются донными морскими рыбами. Они размножаются яйцеживорождением, эмбрионы вылупляются из яиц в утробе матери и питаются желтком. Ведут дневной образ жизни. Они перемещаются по дну с помощью широких брюшных плавников и ищут пищу в грунте. Могут долгое время неподвижно лежать на дне. Будучи потревоженными демонстрируют агрессию: выгибают спину, заворачивают края диска и приподнимают хвост. Подобно прочим нарковым, обитающим в этом ареале, они питаются полихетами. В желудке паратипа помимо полупереваренных червей был обнаружен по-меньшей мере один рачок, напоминающий креветку. Было сделано предположение, что яркая окраска дорсальной поверхности тела служит для отпугивания акул, которые охотятся днём. Яркая окраска вкупе с демонстрацией угрозы могут быть проявлением апосематизма и сигнализировать о том, что скат способен нанести электрический удар, готов отразить нападение и его следует оставить в покое. На мелководье, где обитают Electrolux addisoni, они могут стать добычей крупных серых, молотоголовых, тигровых песчаных и белых акул.

## Взаимодействие с человеком
Эти скаты не представляют интереса для коммерческого рыбного промысла. Их ареал подвергается сильному антропогенному давлению (дайвинг, спортивное и коммерческое рыболовство, застройка побережья, водный транспорт, использование пляжей, расстановка противоакульих сетей и загрязнение среды обитания). Вероятно, скаты этого вида попадаются в качестве прилова при коммерческом промысле. Кроме того, они потенциально могут представлять интерес в качестве аквариумного питомца. Ранее Международный союз охраны природы присвоил этому виду статус «На грани исчезновения». Однако, дальнейшие наблюдения показали, что вид широко распространён и довольно многочисленен. Поэтому статус был изменён на «Вызывающий наименьшие опасения».